# 加博尔扬哈佐
加博尔扬哈佐，是匈牙利佐洛州所辖的一个村，总面积5.07平方公里，总人口75，人口密度14.8人/平方公里（2010年1月1日）。